# سبد کالا
منظور از لفظ سبد کالا یا سبد بازار فهرست ثابتی از موارد است که مشخصاً به منظور ردگیری رشد تورم در یک  اقتصاد یا بازار خاص مورد استفاده قرار می‌گیرد.
رایج‌ترین نوع سبد کالا سبد مصرف‌کننده است که به منظور تعریف  شاخص قیمت مصرف کننده  (سی پی آی) و ردگیری قیمت‌های کالاهای مصرفی به کار می‌رود. فهرست مورد استفاده برای چنین تحلیلی شماری از غذاها و کالاهایی خانوار که بیش از همه خریداری می‌شود را در بر می‌گیرد.